# Sulpicio Severo
Sulpicio Severo (363 - c. 425) fue un aristócrata de Aquitania, escritor, historiador y hagiógrafo, centrado principalmente en el ensalzamiento de la figura de San Martin de Tours. 

## Biografía
Hizo estudios jurídicos y trabajó como jurista en diversas ciudades de la Galia. A la muerte de su esposa, en el año 392, inició una vida de ascetismo en las cercanías de Biterrae (Béziers). 
Entre sus obras se cuenta la primera biografía de San Martín de Tours y una crónica (Chronicorum Libri Duo o Historia Sacra) que se extiende desde la creación del mundo hasta el año 400 y que es una fuente de información muy importante para entender la controversia prisciliana en la Galia.
Se le ha atribuido la manipulación de la crónica del historiador Tácito para insertar la que sería la primera y única referencia a la supuesta persecución de los cristianos de Roma por el emperador Nerón.